# Toulouse Football Club
|  | No s'ha de confondre amb Toulouse Football Club (1937). |

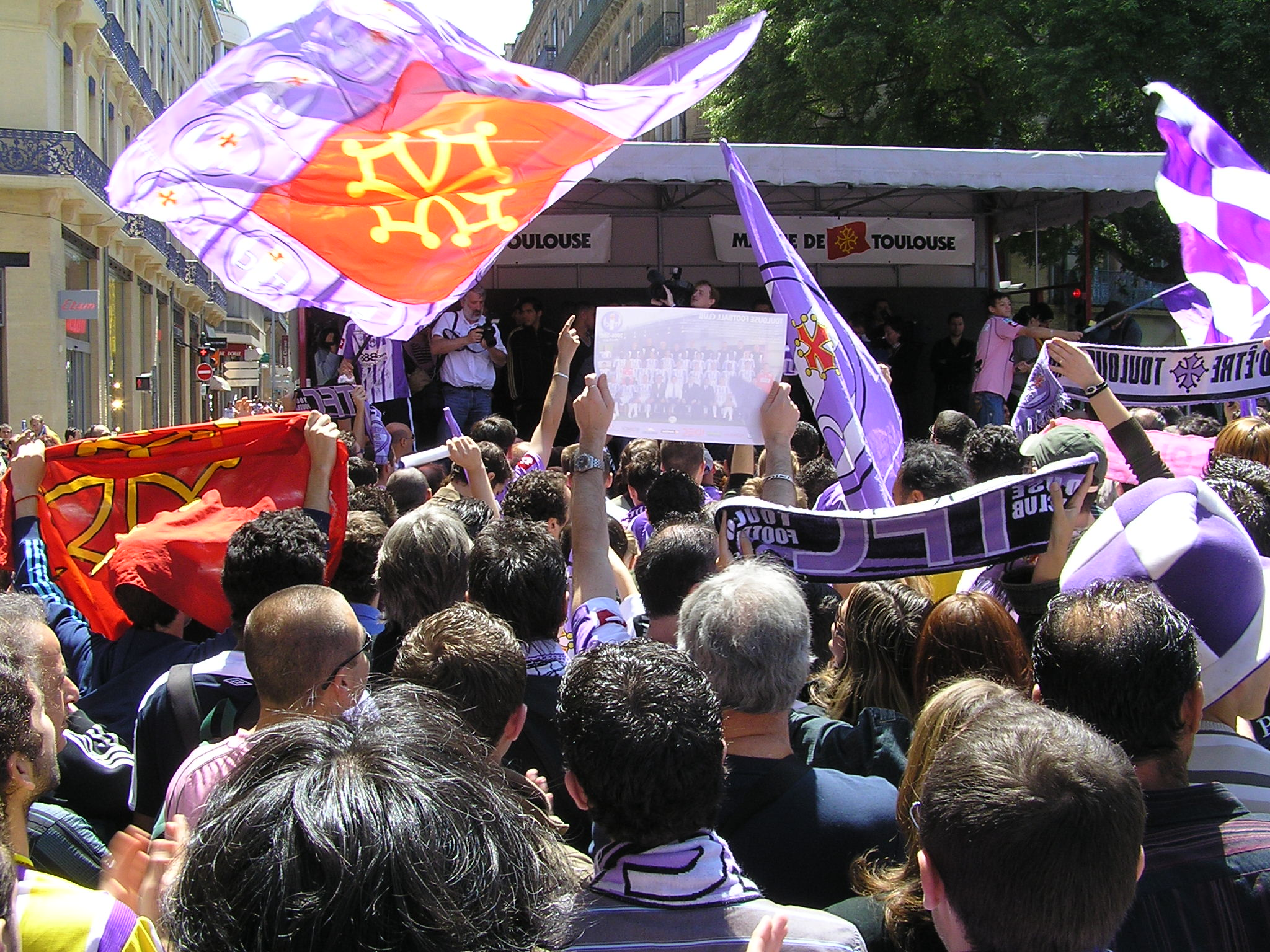
Seguidors del club celebren la classificació per la Lliga de Campions 2007–08.

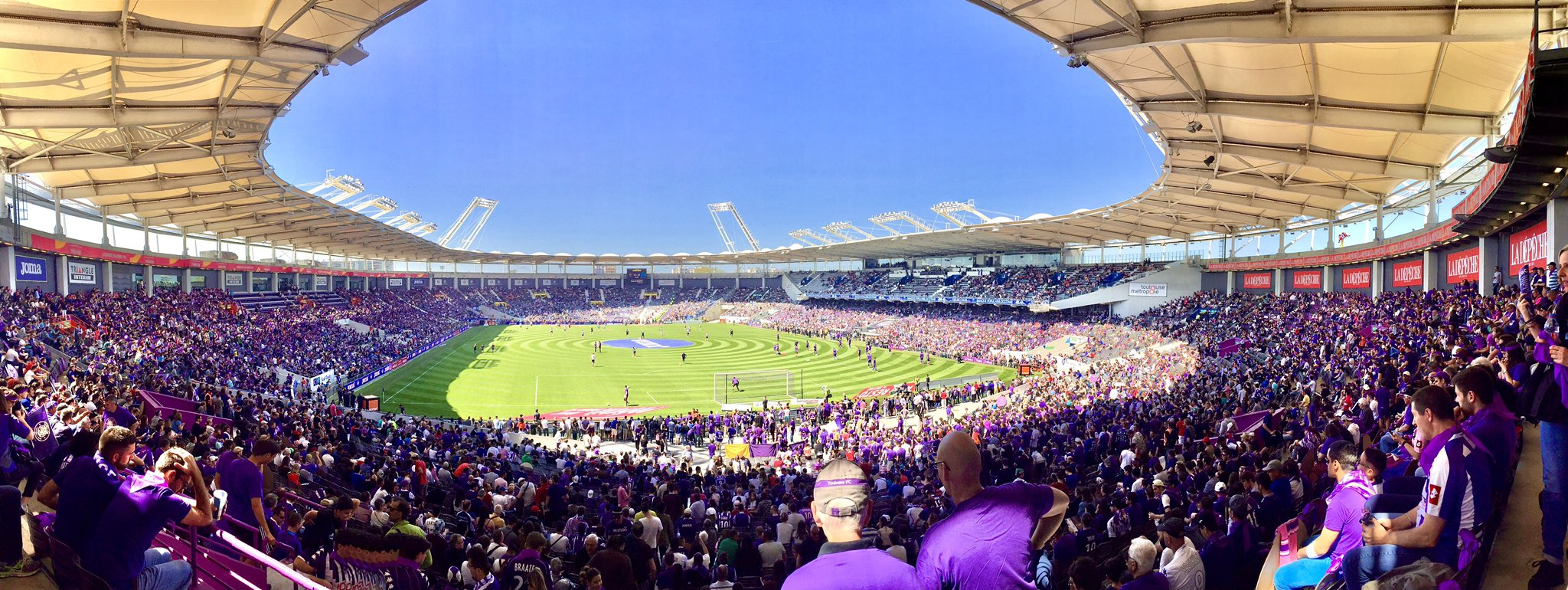
Stadium Municipal de Toulouse.

El Toulouse Football Club (occità: Tolosa Fotbòl Club) és un club de futbol francès de la ciutat de Tolosa, al Llenguadoc. A data de 2024 el club juga a la Ligue 1. En el seu palmarès destaca la Coupe de France guanyada el 2023. Ha participat en competicions europees en sis ocasions, destacant el 2007, any en què es classificà per la UEFA Champions League.

## Història
El club és successor del Toulouse FC, fundat el 1937 i que l'any 1967 vengué la seva plaça i els seus jugadors al Red Star de París. Tres anys més tard un nou club  va néixer amb el nom Union Sportive Toulouse. Es va fer amb els equips inferiors del Gascogne i ACE Mermoz-Bonnefoy per tal de crear un sòlid futbol base. Començà a participar en la segona divisió el 1970-71 adoptant els colors vermell i blanc. El 1979 adoptà el nom Toulouse FC i adoptà els colors porpra i blanc. Aconseguí l'ascens a primera divisió el 1982 i la classificació per la Copa de la UEFA el 1984. La seva millor participació fou una tercera posició a la lliga francesa la temporada 1986-87 aconseguint una nova classificació per la Copa de la UEFA. L'any 1994 baixà a segona divisió. Els anys noranta es caracteritzaren pels ascensos i descensos entre les dues categories així com per les dificultats econòmiques. Aquest problemes econòmics estigueren a punt de fer-li perdre l'estatus professional l'any 2001.
El 21 de juliol de 2020, RedBird Capital Partners adquirí el 85& del club. Aconseguí retornar a la Ligue 1 en guanyar la Ligue 2 el 2022. El 29 d'abril de 2023 guanyà la Coupe de France derrotant el Nantes a la final per 5–1. Fou el segon títol guanyat per un club de la ciutat doncs el primer Toulouse FC ja havia guanyat el títol el 1957.
Evolució del nom:
- 1970–1979: Union Sportive Toulouse
- 1979–avui: Toulouse Football Club

## Estadi
El Toulouse juga els seus partits a l'Stadium Municipal de Toulouse. Fou construït el 1937 i té una capacitat per a 35.472 espectadors. Fou usat a la Copa del Món de Futbol 1998.

## Palmarès
- Copa francesa de futbol:[9]
  - 2023
- Ligue 2:
  - 1982, 2003, 2022

## Jugadors

### Jugadors històrics destacats
- Fabien Barthez
- Philippe Bergeroo
- Vincent Candela
- Cédric Carrasso
- Laurent Courtois
- Jean-François Domergue
- André-Pierre Gignac
- Christian Lopez
- Jérémy Mathieu
- Lucien Muller
- Franck Passi
- Michel Pavon
- William Prunier
- Dominique Rocheteau
- Moussa Sissoko
- Yannick Stopyra
- Jean-Luc Sassus
- Mauro Cetto
- Alberto Márcico
- Alberto Tarantini
- Achille Emana
- Víctor Bonilla
- Galdames
- Fodé Mansaré
- Lászlo Bálint
- Daniel Braaten
- Oceano
- Johan Elmander
- Umut Bulut
- Vagiz Khidiyatullin

## Entrenadors
- José Farías (1970–72)
- Richard Boucher (1973–74), (1974–75), (1976–77)
- Ángel Marcos (1977–78)
- Just Fontaine (1978–79)
- Pierre Cahuzac (1979–83)
- Daniel Jeandupeux (1 juliol 1983 – 30 juny 1985)
- Jacques Santini (1 juliol 1985 – 30 juny 1989)
- Pierre Mosca (1 juliol 1989 – 30 juny 1991)
- Victor Zvunka (1 juliol 1991– 1 de setembre de 1992)
- Serge Delmas (1 juliol 1992 – 14 gener 1994)
- Jean-Luc Ruty (14 gener 1994 – 30 juny 1994)
- Rolland Courbis (1 juliol 1994 – 1 novembre 1995)
- Alain Giresse (1 novembre 1995 – 30 juny 1998)
- Guy Lacombe (1 juliol 1998 – 25 gener 1999)
- Alain Giresse (26 gener 1999 – 9 octubre 2000)
- Robert Nouzaret (1 octubre 2000 – 30 juny 2001)
- Erick Mombaerts (1 juliol 2001 – 30 juny 2006)
- Elie Baup (1 juliol 2006 – 30 maig 2008)
- Alain Casanova (30 maig 2008 – 16 març 2015)
- Dominique Arribage (16 març 2015 – 2 març 2016)
- Pascal Duprax (2 març 2016 – 22 gener 2018)
- Mickaël Debève (23 gener 2018 – 14 juny 2018)
- Alain Casanova (22 juny 2018 – 10 octobre 2019)
- Antoine Kombouaré (14 octobre 2019 – 5 gener 2020)
- Denis Zankoa (5 gener 2020 –)